# (4414) Sésostris
(4414) Sésostris, désignation internationale (4414) Sesostris, est un astéroïde de la ceinture principale.

## Description
(4414) Sésostris est un astéroïde de la ceinture principale. Il fut découvert par Cornelis Johannes van Houten, Ingrid van Houten-Groeneveld et Tom Gehrels le 24 septembre 1960 à l'observatoire Palomar. Il présente une orbite caractérisée par un demi-grand axe de 2,334 UA, une excentricité de 0,117 et une inclinaison de 7,747° par rapport à l'écliptique.
Il fut nommé en l'honneur des trois pharaons de la XIIe dynastie nommés Sésostris, nom grec de l'égyptien Sénousert.

## Compléments